# Gnophos agnitaria
Gnophos agnitaria là một loài bướm đêm trong họ Geometridae.